# Cesar Romero
Cesar Romero (Nova York, 15 de febrer de 1907 – Santa Monica, Califòrnia, 1 de gener de 1994) va ser un actor cubà- nord-americà, reconegut per la seva interpretació del Joker, "l'Arlequín" en la sèrie Batman dels anys 60 protagonitzada per Adam West. Algunes vegades el seu nom figurava en els crèdits.
Romero sempre va proclamar ser descendent de José Martí i va ser membre permanent de la jet-set estatunidenca; era convidat oficial en gairebé totes les festes de l'alta societat de llavors. Gran ballarí, posseïdor d'un refinat do de gents i excel·lent conversador, se li van atribuir molts romanços femenins, però mai va contreure matrimoni i se li va conèixer com a gai discret en els seus cercles més íntims. Era creient en la Teologia de l'Alliberament.
Va participar en diversos films de renom, però el seu nom mai va aconseguir el podium de la fama.
La seva popularitat va viure un repunt en els anys 80, al participar com convidat secundari en alguns episodis de la teleserie Falcon Crest.

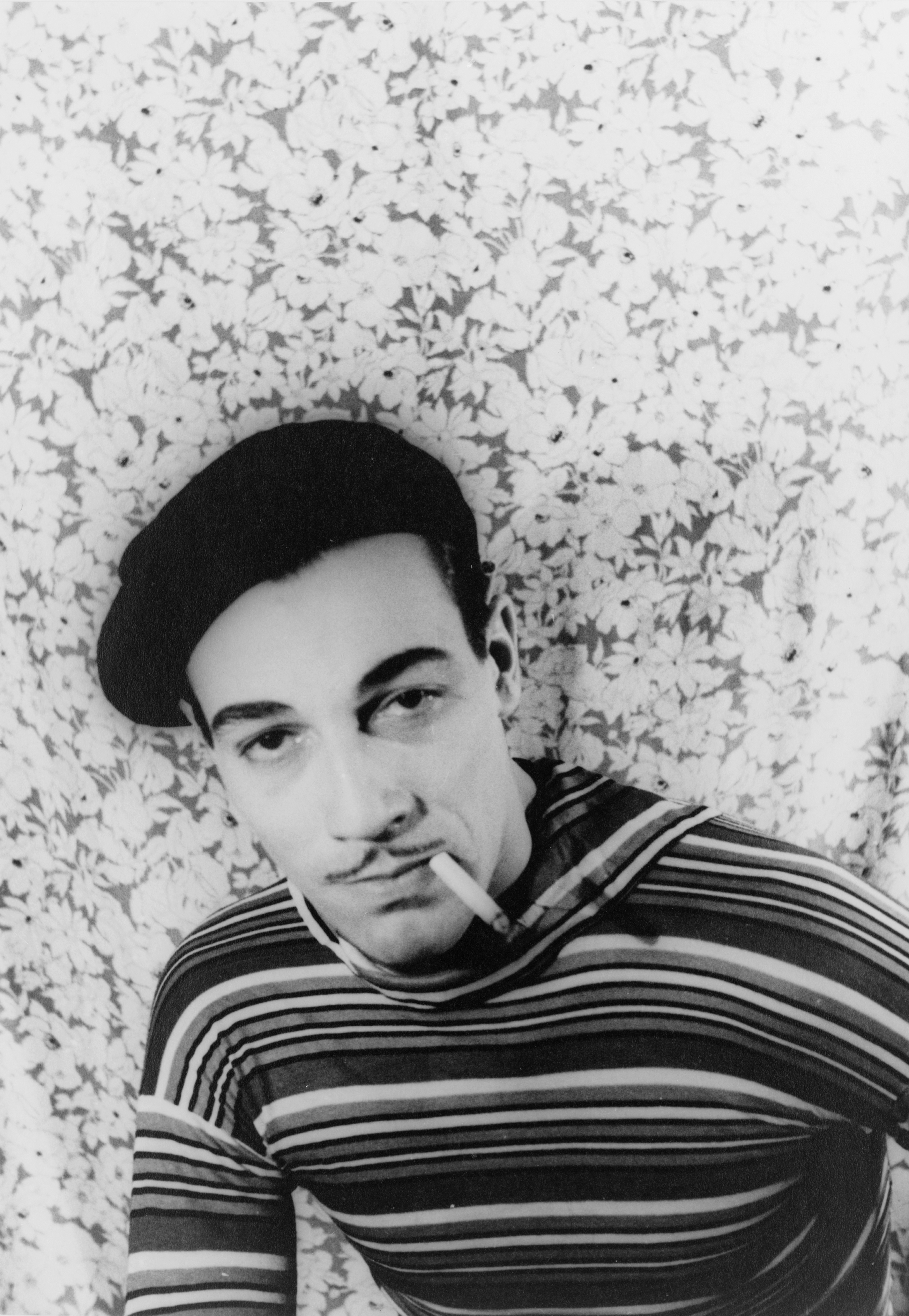
Cesar Romero, fotografiat per Carl Van Vechten el 23 de febrer de 1934

## Biografia

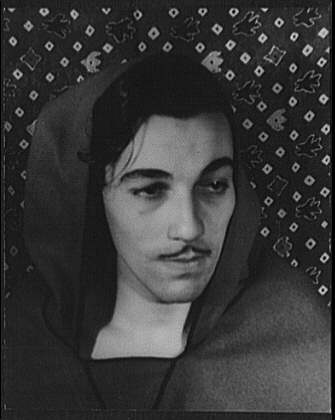
Romero el 23 de febrer de 1934

Nascut a Nova York de pares cubans, Romero va estudiar en els col·legis Collegiate i Riverdale. En acabar els seus estudis va treballar com a ballarí, aprofitant un talent innat que demostraria més endavant en la seva carrera. La seva primera aparició a Broadway va ser el 1927, en l'obra Lady Do, continuant després en l'obra teatral Strictly Dishonorable. 
La seva família, que es dedicava a la importació de sucre, es va arruïnar en el Crac del 29 i es va traslladar a Califòrnia.

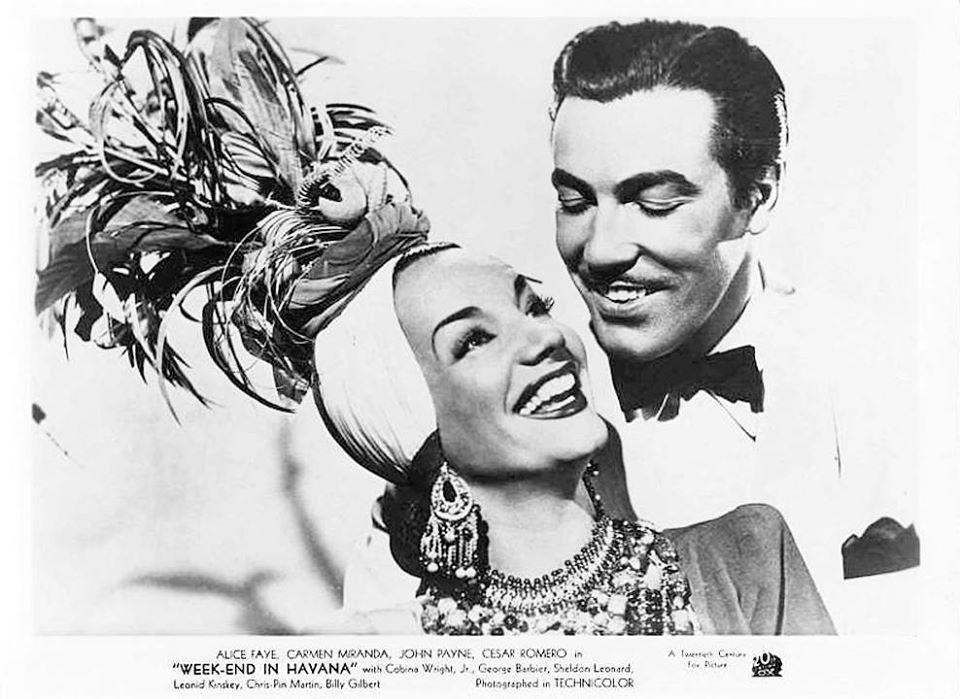
Amb Carmen Miranda en A La Habana me voy (1941)

El 1933 va aconseguir el seu primer paper cinematogràfic a Hollywood en el film The Shadow Laughs. Pel seu aspecte físic, apostura i talent en el ball, interpretava papers d'amant llatí (latin lover), continuant l'estereotip cinematogràfic de Rodolfo Valentino i Ramon Novarro. Apareixia com gàngster italià o príncep de l'Índia, però també va demostrar la seva vis dramàtica en diverses altres pel·lícules, destacant en The Thin Man (1934), The Devil Is a Woman (1935) al costat de Marlene Dietrich, i en Wee Willie Winkie (1937) al costat de Shirley Tremp. Els seus dots de comediant i ballarí apareixen en A Week-End in Havana i Springtime in the Rockies, al costat de Carmen Miranda i Betty Grable.
De 1939 a 1941 va protagonitzar una sèrie de sis pel·lícules del gènere western, de la saga El Cisco Kid.
Durant la Segona Guerra Mundial, es va allistar en el Servei de Guardacostas dels Estats Units en l'Oceà Pacífic.
El 1947 va interpretar el paper d'Hernán Cortès en la superproducció Capità de Castella, al costat de Tyrone Power.
En la dècada de 1950 va actuar almenys en una pel·lícula cada any, interpretant a més el paper principal en la sèrie de televisió Passport to Danger el 1954. En aquest mateix any va rodar el clàssic de western Veracruz, al costat d'estrelles com Gary Cooper i Burt Lancaster. També va participar en aquesta dècada en la comèdia produïda a Mèxic Les meves secretàries privades en la qual compartia interpretació amb l'actriu cubana Rosa Carmina, la mexicana Lilia Prado i Roberto Cañedo.
El 1959 actua en la sèrie de televisió de Walt Disney El Zorro, concretament en 4 capítols de la segona temporada. El 1960 va coprotagonitzar la pel·lícula La quadrilla dels onze al costat d'un brillant elenc: Frank Sinatra, Dean Martin, Sammy Davis, Jr., Joey Bishop, Peter Lawford (cunyat de John F. Kennedy), Angie Dickinson, Juliet Prowse i Shirley MacLaine.
El 1965 la seva carrera en televisió destacaria en la sèrie L'agent de CIPOL, continuant a l'any següent en la sèrie Batman (1966-1968) amb Adam West, on va obtenir molta popularitat la seva interpretació com Joker ("L'Arlequí"). Algunes vegades el seu nom figurava en els crèdits com "Caesar Romero". Es diu que per a aquest paper, Romero va fer figurar en el contracte que en cap concepte s'afaitaria el seu bigoti, ja que considerava que era el seu toc personal. Els productors de la sèrie van acceptar la condició, a canvi que permetés a la maquilladora dissimular-lo amb maquillatge blanc, ja que "El Joker" no fa servir bigotis.
Va seguir participant en pel·lícules i sèries de televisió fins a 1977. Va reaparèixer el 1985 en dos films: Flesh and Bullets i l'absurd western Lust in the Dust, al costat de Tab Hunter i Divine. La seva popularitat va viure un repunt en la dècada de 1980, en participar com a actor convidat en alguns episodis de la telesèrie Falcon Crest entre 1985 i 1988. El seu últim film va ser Simple Justice (1990).
César Romero va continuar fent aparicions en televisió i participant en la vida social de Hollywood fins als seus últims dies, quan va emmalaltir de bronquitis i pneumònia, morint l'1 de gener de 1994.

### Vida privada
Va ser membre permanent de la Jet-set de Hollywood; era convidat oficial en gairebé totes les festes de l'alta societat de llavors. Gran ballarí, posseïdor d'un refinat do de gents i excel·lent conversador, se li van atribuir molts idil·lis femenins, però mai va contreure matrimoni; solament els seus cercles més íntims coneixien la seva condició d'homosexual. Va mantenir una sèrie de xerrades sobre el tema amb l'escriptor Boze Hadleigh.
Va mantenir per molts anys una estreta amistat amb Tyrone Power; van compartir molt temps en forma inseparable, la qual cosa va contribuir al fet que la premsa groga els indiqués a tots dos com a supòsats homosexuals. De fet viatjaven junts a totes parts i s'allotjaven a la mateixa habitació, sense amagar-se de la premsa groga.
Persones properes a Romero van indicar alguna vegada que aquesta amistat era com qualsevol amistat, i que tots dos compartien només una mútua admiració.
D'imponent presència (mesurava 1,88 m) i amb gran prestància, va treballar en la seva edat madura com a model masculí d'alta costura per a revistes de renom. Va ser icona de la moda per a molts homes de l'alta societat dels anys '60.

## Filmografia

### Al cinema
- 1933: The Shadow Laughs: Tony Rico'
- 1934: El sopar dels acusats (The Thin Man) de W.S. Van Dyke: Chris Jorgenson
- 1934: British Agent: Tito Del Val'
- 1934: Cheating Cheaters, de Richard Thorpe: Tom Palmer
- 1934: Strange Wives de Richard Thorpe: Boris
- 1935: Clive of India de Richard Boleslawski: Mir Jaffar
- 1935: The Good Fairy de William Wyler: Joe
- 1935: The Devil Is a Woman de Josef von Sternberg: Antonio Galvan
- 1935: Cardinal Richelieu de Rowland V. Lee: Andre de Pons
- 1935: Hold 'Em Yale: Gigolo Georgie
- 1935: Diamond Jim: Jerry Richardson
- 1935 :Metropolitan de Richard Boleslawski: Niki Baroni
- 1935: Rendez-vous: Capt. Nicholas 'Nikki' Nieterstein'
- 1935: Show Them No Mercy!: Tobey
- 1936: Love Before Breakfast: William 'Bill' Wadsworth'
- 1936: Nobody's Fool d'Arthur Greville Collins i Irving Cummings: Dizzy Rantz
- 1936: Public Enemy's Wife: Gene Maroc
- 1936: Fifteen Maiden Lane: Frank Peyton
- 1937: She's Dangerous: Nick Sheldon / Al Shaw
- 1937: Armored Car: Petack
- 1937: Wee Willie Winkie de John Ford: Khoda Khan
- 1937: Dangerously Yours: Victor Morell
- 1938: Happy Landing: Duke Sargent'
- 1938: Always Goodbye: el conte
- 1938: My Lucky Star: George Cabot Jr'
- 1938: Five of a Kind: Duke Lester
- 1939: Wife, Husband and Friend: Hugo'
- 1939: The Little Princess de Walter Lang: Ram Dass, criat indi de Lord Wickham
- 1939: Return of the Cisco Kid: Lopez
- 1939: Frontier Marshal: Doc Halliday
- 1939: Charlie Chan at Treasure Island: Fred Rhadini'
- 1939: The Cisco Kid and the Lady: Cisco Kid'
- 1940 : He Married His Wife: Freddie
- 1940: Viva Cisco Kid: Cisco Kid
- 1940: Lucky Cisco Kid: The Cisco Kid'
- 1940: The Gay Caballero: Cisco Kid
- 1940: Romance of the Rio Grande: Cisco Kid / Carlos Hernandez
- 1941: Tall, Dark and Handsome: Shep Morrison
- 1941: Ride on Vaquero: Cisco Kid
- 1941: The Great American Broadcast: Bruce Chadwick'
- 1941: Dance Hall: Duke McKay'
- 1941: Week-end in Havana: Monte Blanca
- 1942: A Gentleman at Heart: Tony Miller'
- 1942: Tales of Manhattan de Julien Duvivier: Harry Wilson
- 1942: Orchestra Wives: St. John 'Sinjin' Smith
- 1942: Springtime in the Rockies, d'Irving Cummings: Victor Prince
- 1943: Coney Island de Walter Lang: Joe Rocco
- 1943: Wintertime: Brad Barton
- 1947: Carnival in Costa Rica: Pepe Castro'
- 1947: Captain from Castile de Henry King: Hernando Cortez
- 1948: Deep Waters: Joe Sanger
- 1948: Julia Misbehaves: Fred Ghenoccio
- 1948: That Lady in Ermine d'Ernst Lubitsch i Otto Preminger: Mario
- 1949: The Beautiful Blonde from Bashful Bend: Blackie Jobero
- 1950: Love That Brute: Pretty Willie'
- 1950: Once a Thief: Mitch Moore
- 1951: Happy Go Lovely: John Frost
- 1951: Lost Continent: Maj. Joe Nolan'
- 1951: FBI Girl: Agent de l'FBI Glen Stedman
- 1952: The Jungle: Rama Singh
- 1952: Lady in the Fog: Philip 'Phil' O'Dell
- 1953: El Corazón y la espada: Don Pedro
- 1953: Street of Shadows: Luigi
- 1953: Prisoners of the Casbah: Firouz
- 1954: Vera Cruz de Robert Aldrich: Marquès Henri de Labordere
- 1955: The Americano: Manuel Silvera / 'El Gato
- 1955: The Racers: Carlos Chavez
- 1956: The Leather Saint: Tony Lorenzo'
- 1956: Around the World in Eighty Days de Michael Anderson: ajuda de camp d'Achmed Abdullah
- 1957: The story of Mankind: missatger espanyol
- 1958: Villa!!: Tomás Lopez
- 1959: Mis secretarias privadas: Rafael Travesi
- 1960: La quadrilla dels onze (Ocean's 11) de Lewis Milestone: Duke Santos
- 1960: Pepe: (Cameo)
- 1961: The Seven Women from Hell: Luis Hullman'
- 1962: If a Man Answers: Robert Swan / Adam Wright'
- 1963: Saint Mike: Priest
- 1963: We Shall Return: Carlos Rodriguez
- 1963: El Valle de las espadas: Jerónimo
- 1963: La taverna de l'irlandès (Donovan's Reef) de John Ford: Marquès Andre de Lage
- 1964: A House Is Not a Home: Lucky Luciano
- 1965: Two on a Guillotine: John 'Duke' Duquesne'
- 1965: Sergeant Dead Head: Adm. Stoneham'
- 1965: Marriage on the Rocks: Miguel Santos
- 1966: Batman de Leslie H. Martinson: Joker
- 1968: El Millón de Madigan: Mike Madigan
- 1968: Hot Millions: lnspector de duanes
- 1968: Skidoo: Hechy
- 1969: Crooks and Coronets: Nick Marco''
- 1969: A Talent for Loving
- 1969: Target: Harry de Roger Corman: Tinent George Duval
- 1969: Midas Run d'Alf Kjellin: Dodero
- 1969: Ido zero daisakusen: Doctor Malic / Tinent Hastings
- 1969: The Computer Wore Tennis Shoes: A. J. Arno
- 1970: The Red, White, and Black: Coronel Grierson
- 1971: The Last Generation
- 1972: Now You See Him, Now You Don't de Robert Butler: A.J. Arno
- 1972: The Proud and the Damned: San Carlos' Mayor
- 1974: The Haunted Mouth: B. Plaque (Narrador)
- 1974: The Spectre of Edgar Allan Poe: Doctor Grimaldi
- 1975: The Strongest Man in the World: A.J. Arno
- 1975: Timber Tramps
- 1976: Carioca tigre
- 1977: Mission to Glory: A True Story
- 1985: Flesh and Bullets
- 1985: Lust in the Dust: Pare Garcia'
- 1988: Judgement Day: Octavio
- 1988: Mortuary Academy: Capità del vaixell
- 1990: Simple Justice: Vincenzo DiLorenzo
- 1993: The Right Way
- 1995: Carmen Miranda: Bananas is my Business (documental)

### A la televisió

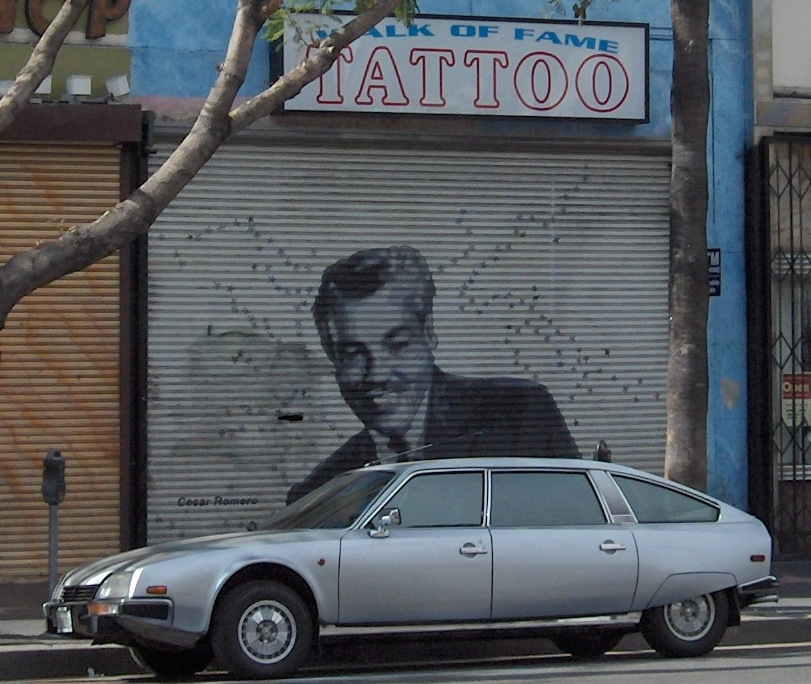
Pintura de Cesar Romero a Hollywood Boulevard

- 1958: Zorro: Don Esteban de la Cruz
- 1953: Your Chevrolet Showroom: Emcee
- 1956: Saturday Spectacular: Manhattan Tower: Mambo Teacher
- 1966-1968: Batman (sèrie de televisió): El Joker
- 1968: Get Smart (sèrie de televisió) temporada 3 episodi 26: Kinsey Krispin
- 1977: Don't Push, I'll Charge When I'm Ready: Teodoro Bruzizi
- 1980: Els Àngels de Charlie (Charlie's Angels) temporada 4 episodi 19: Elton Mills
- 1981: Falcon Crest (Falcon Crest): Peter Stavros (1985-1987)
- 1990: Girls Just Wanna Have Fun... Before They Die temporada 6 episodi 10: Tony Del Vecchio